# Милош Милосављевић
Милош Милосављевић (Врање, 1979) македонски је ликовни уметник, српског порекла, доцент на Факултету за дизајн и мултимедиј Универзитета ФОН у Републици Северна Македонија. Члан је Удружења ликовних уметника Македоније „ДЛУМ” од 2007.године.

## Живот и каријера
Рођен је 1979. године у Врању. По завршетку основног школовања у Врању, дипломирао је сликарство на Факултету уметности у Нишу у класи проф. Ђуре Радоњића. Потом је као стипендиста Министарства за науку и образовање Владе Републике Македоније завршио последипломске студије  на Факултету ликовних уметности у Скопљу, Универзитет „Св. Кирил и Методиј“ у класи проф. Родољуба Анастасова.
Тренутно ради као доцент  из групе предмета „сликање и сликарске технике“ Универзитет ФОН Република Северна Македонија, Факултет за дизајн и мултимедиј
Живи и ствара у Скопљу, у коме је члан Удружења ликовних уметника Македоније „ДЛУМ“ од 2007.године

## Ликовно стваралаштво
Ликовни говор Милоша Милосављевића  везује се за асоцијативну геометријску апстракцију  коју на сликарски вешт начин спаја  са  лирском апстракцијом препуштајући се духовном истраживању у времену и простору.
Анализирајући  друштвена, геополитичка и историјска превирања на просторима Балканског полуострва он визуализије  феноменологију  културно-историјског  наслеђа и степен различитости  постављајући  у центар  дешавања зидове као метфоре апсурдних подела и свеопштих дезинтеграција.
Особеним ликовним језиком Милош Милосављевић у ритмичној игри смењује доминатност колорита и геометризираних  линија прати снагу унутрашње, скривене енергије сугеришући  сво богатство  и  величину,  али и несигурност унутар друштвених, политичких и културолошких  карактеристика  Балканског подручја. Тиме се уметник истовремено фокусира  на  динамичне  промене  идентитета  и настанак нових урбаних  целина  са балканских простора  које су  довеле до процеса синезе различитих  цивилизација.
Инкорпорирајући саму идеју са ритмом потеза, као и  наглашеним чистим сликарски језиком: ритмом боја, површина  и облика Милош Милосављевић у својим ликовним делима прати  занимљиву  динамику  унутрашњих визија.

## Ликовне колоније
- 2018. — Ликовна колонија „Сићево” 2018.
- 2017. — Ликовна колонија „Пелинце” 2017.
- 2005. — Ликовна колонија „Врање” 2005.
- 2003. „ХУК 2003” Бачки Петровац
- 2001. — „ХУК 2001” Нови Сад

## Изложбе
Самостално је излагао девет пута (до 2019) у Нишу, Врању, Солуну, Катерини, Грчка, Велесу, Скопљу, Република Северна Македонија и Пироту.
Био је учесник (до 2019) на преко тридесет колективних изложби.

## Награде
- 2013. — Grand prix за иновативност на пројекту The power of difference, финансираном и организованом од стране АCES, Academy of Central Europian Schools, EU 2013.